# Calcaronea
Calcaronea Bidder, 1898 è una sottoclasse di spugne della classe Calcarea.

## Tassonomia
Comprende i seguenti ordini:
- Baerida
- Leucosolenida
- Lithonida